# Iglesia de la Asunción de Nuestra Señora (Sueras)
La iglesia de la Asunción de Sueras, diseñada con un estilo de transición entre el barroco tardío clasicista y el academicismo neoclásico, es un templo católico situado al centro del recinto histórico de la población y sede de una parroquia del obispado de Segorbe-Castelló.
Desde la erección de la parroquia, ésta ha estado dedicada a la Virgen María, pero en unos periodos a su Natividad y en otras a su Asunción. El último cambio, movido en plena acción pastoral en favor del dogma de la Asunción de María, es decretado por el obispo de Tortosa Manuel Moll y Salord el 9 de noviembre de 1950, a los pocos días de haber sido aprobado este dogma por Pío XII, el 1 de noviembre, por la constitución pastoral Munificentissimus Debes de.
Este templo está calificado como Bien de Relevancia Local con la categoría de Monumento de Interés Local.

## Historia
En la segunda mitad del siglo XVI la iglesia estaba en lo alto de la población, en el recinto amurallado conocido como el Castellet, para servir a una feligresía de cristianos viejos, en oposición a los otros lugares del término, donde predominaban los cristianos nuevos o moriscos. A comienzos del siglo XVII se produce la expulsión de los moriscos, y el 1612, el duque de Segorbe, concede carta de poblamiento; y con el incremento de la población se traslada la iglesia, fuera muros, al lugar que actualmente ocupa el Ayuntamiento.
A finales del siglo XVIII el templo existente resultaba pequeño ante el crecimiento de la población, y a petición del pueblo, Carlos III emite una Real Orden el 24 de abril de 1772 decretando la construcción de un nuevo templo, y otorgando el redelme de todos los frutos y rebaños para financiar la obra. El maestro de obras Pau Gonel, de Villahermosa del Río, dictamina el mejor lugar para construir la nueva iglesia y las características generales del templo. Se coloca la primera piedra el 29 de abril de 1773 y se bendice la iglesia el 28 de octubre de 1797.
Sin tener ninguna certeza de la autoría en el diseño y en la construcción del templo, la palpable influencia de la iglesia de San Jaime de Villarreal, hace pensar en el arquitecto Josep Cristóbal Ayora, como el autor, puesto que desde 1765 hasta 1779 estaba trabajando en Villarreal. Con la iglesia de la Asunción de Cuevas de Vinromá presenta similitudes en los lunetos curvos de la vuelta, y con la iglesia de San Cristóbal de Ribesalbes en el cuerpo de las campanas de la torre campanario.
El pintor morellano Joaquín Oliet Cruella, en los últimos años de su actividad pictórica —entre 1830 y 1840—, decora al fresco las conchas del crucero.
Durante la Guerra Civil la iglesia fue saqueada y quemado su interior. En 1950 se pinta el interior del templo y se limpian las pinturas de Joaquim Oliet en las conchas del crucero. En 1954 se coloca en la fachada un retablo cerámico conmemorando el dogma de la Asunción y el recuerdo del año mariano de 1954, realizado por el pintor ondeño Manolo Safont. En 1982 se hace una restauración total del templo, destacando la renovación del pavimento, la revisión del tejado y la renovación de la cúpula del sagrario. Entre 2001 y 2002 se restauró el campanario y la fachada, reconstruyendo el templete que remata el campanario que había sido derruido en 1960 por amenazar ruina.

## Arquitectura

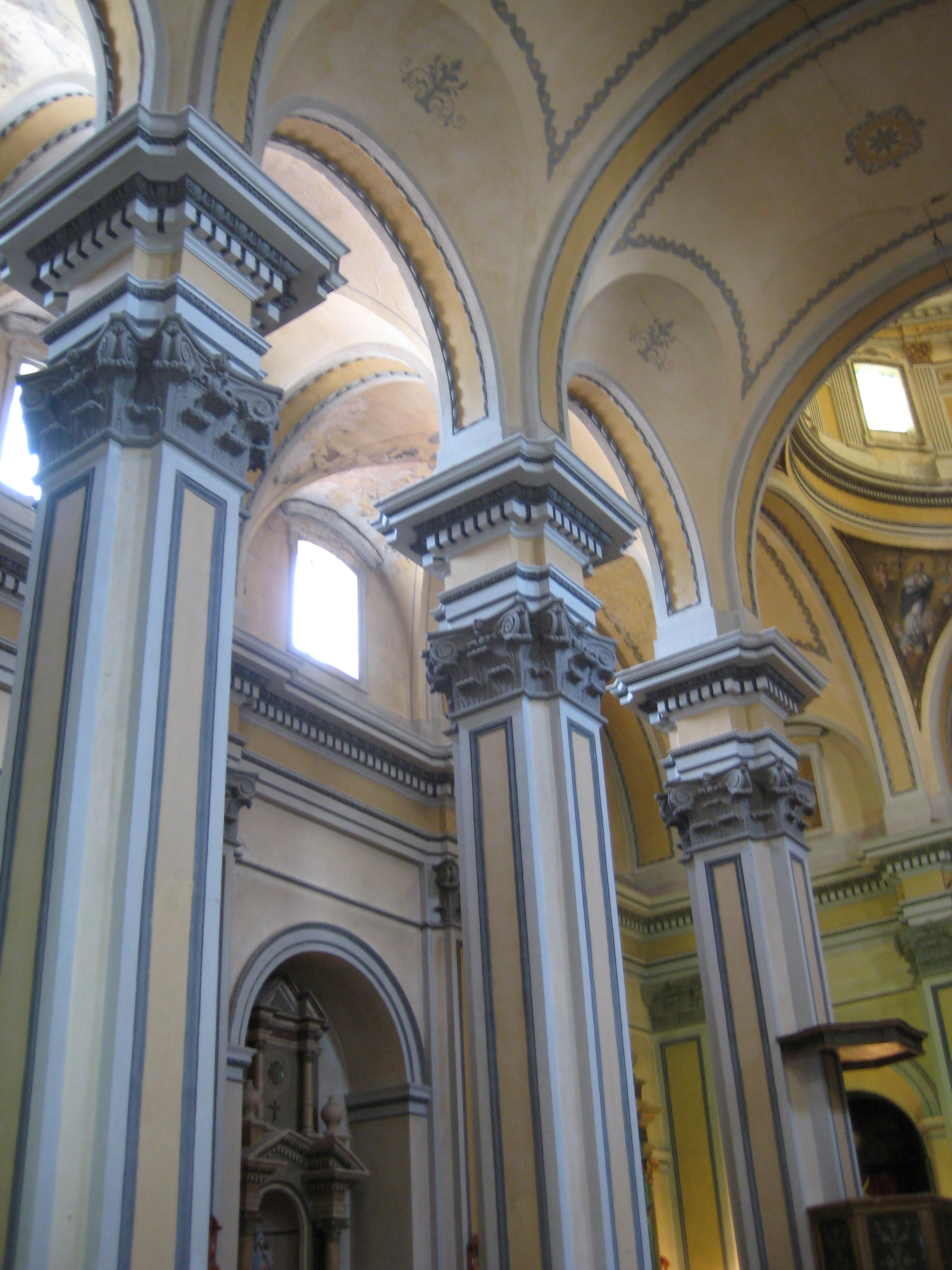
Interior

### Estructura
Iglesia-salón de tres naves y cuatro tramos, crucero, y presbiterio con cabecera plana rodeado por la sacristía, la capilla de la Comunión y el transagrario. Las capillas laterales tienen poca profundidad, formando capillas hornacina, entre las pilastras.
La nave central, más ancha, se cubre por Bóveda de cañón con lunetos curvos, y las laterales, con Bóveda de crucería en cada tramo. En el crucero se sitúa una cúpula sobre tambor octagonal con ventanas en cada cara, sobre conchas. La sacristía y la capilla de la Comunión siguen la anchura de las naves laterales, con dos tramos y cabecera plana, y se distinguen en que los tramos de la primera se cubren con bóveda de crucería mientras en la segunda el segundo tramo se cubre mediante cúpula sobre tambor con ventanas en las caras.

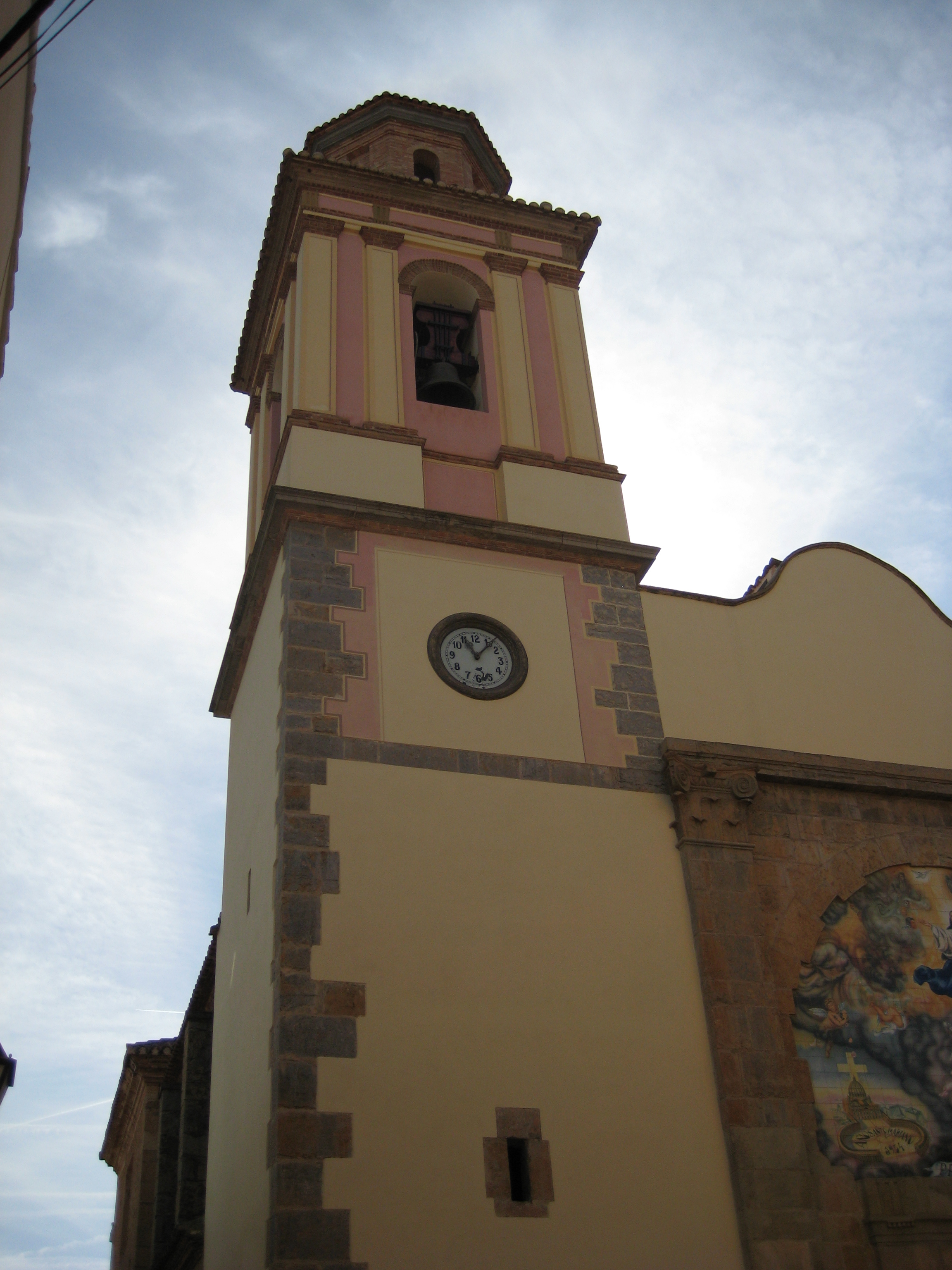
Torre campanario

El espacio interior se articula mediante pilares y pilastras de orden compuesto, y bajo la cornisa hay decoración de dentellones. Los frescos de las conchas del crucero representan cuatro escenas marianas: El misterio de la Inmaculada Concepción, La Anunciación del arcángel, Presentación de Jesús al Templo y la Purificación de María y El misterio de la Asunción de María.

### Fachada principal
La fachada está centrada en dos pilastras compuestas de orden gigante que soportan un arquitrabe sencillo. Por encima, una cornisa mixtilínea con poca relación con el resto del frontis, predominantemente rectilíneo, puede indicar una fachada inacabada. En el centro, entre las pilastras, se encuentra la portada de arco de dintel, con una moldura perimetral resaltada sobre la cual se carga un entablamento con un friso de triglifos y gotas, y por encima, un vacío casi circular, cubierto por un retablo cerámico de la Asunción de María.

### Torre campanario
La torre campanario, situada a los pies de la nave, en el Lado del evangelio, está adosada a la fachada. Tiene planta cuadrangular, con un cuerpo macizo donde, en la parte superior, está colocado el reloj, y el cuerpo de las campanas, con una apertura de medio punto en cada cara flanqueada por parejas de pilastras. Encima, un pequeño edículo octagonal con aperturas en caras alternas.